# Terra
Terra Mater ili Tellus Mater bila je u rimskoj mitologiji Majka Zemlja. Ona je slična Geji, božici Zemlje u  grčkoj mitologiji. Terra je Rimljanima bila majka bogova i ljudi. 

## Mitologija
Terra je bila "Velika Majka". Terra je bila personifikacija Zemlje i plodnosti. Ona je jedna od četiri elementa - vatra, voda, zemlja i zrak. Bila je majka Fame, božice slave, te 4 godišnjih doba. Kao što je u grčkoj mitologiji Geja rodila Urana - boga neba, tako je Terra rodila Uranovog rimskog pandana Cela. U Terrinu čast Rimljani su slavili festival zvan Fordicia (ili Hordicia). 

## Terra u drugim kulturama
Božicu Zemlje koja je temelj svega štovali su mnogi narodi. Postojao je od davnine kult plodnosti, a najvanija božica bila je Majka Zemlja, Velika Majka. Grci su tako štovali Geju i Demetru, a to su Rimljanima bile Terra i Cerera. Mnoge poganske religije su smatrale Zemlju ženskim, a nebo muškim elementom. Iznimku čine Egipćani: kod njih je nebo božica Nut, a Zemlja bog Geb. Kao što je Terra rodila 4 godišnja doba, tako su i Nut i Geb imali 4 djece: Ozirisa, Seta,  Izidu i Neftis. 